# Nuxeo EP
Nuxeo EP è un Content Management System (o CMS) multipiattaforma basato sulla piattaforma Java EE e tecnologie Java libere (OSGi, Apache Jackrabbit, EJB3, JBoss, Eclipse Platform...).
Nuxeo EP è distribuito sotto licenza LGPL. Nuxeo permette sia la pubblicazione che la condivisione di contenuti all'interno di una azienda.

## Contenuti
- Document Management System
- Repository con controllo di versione
- Image Management
- jBPM workflow
- Ricerca tramite
- Supporto multilingua
- Supporto multipiattaforma Windows, Linux, Mac OS e Solaris)
- Browser-based GUI (supporto ufficiale con Internet Explorer e Firefox)
- Integrato con Microsoft Office e OpenOffice.org
- Supporto Clustering

## Premi
- 2007
  - Red Herring 100 Europe Winner[1].
  - Jax Innovation Awards Nominee [2].
- 2008
  - EUREKA: il progetto Nuxeo è stato finanziato dal programma europeo di R & D EUREKA!.
  - "PM'UP": NNuxeo si è distinta per la Regione di Parigi per il suo contributo allo sviluppo economico.
- 2009
  - Intelligent Enterprise 2009 Editors' Choice Awards[3].
- 2010
  - Intelligent Enterprise 2010 Editors' Choice Awards[4].